# Tintin : Le Temple du Soleil (jeu vidéo)
Pour les articles homonymes, voir Temple du Soleil.
 (octobre 2019).
Si vous disposez d'ouvrages ou d'articles de référence ou si vous connaissez des sites web de qualité traitant du thème abordé ici, merci de compléter l'article en donnant les références utiles à sa vérifiabilité et en les liant à la section « Notes et références ».
Tintin : Le Temple du Soleil est un jeu vidéo inspiré de la bande dessinée Les Sept Boules de cristal suivie de Le Temple du Soleil. Il est sorti en 1997 sur DOS, Windows, Super Nintendo et Game Boy et en 2001 sur Game Boy Color.

## Trame
Le jeu reprend la trame du diptyque Les Sept Boules de cristal et Le Temple du Soleil, deux albums phares de la bande dessinée Tintin.

### Le musée
Un texte d’introduction nous apprend que l’expédition scientifique Sanders-Hardmuth a ramené en Europe la momie de Rascar-Capac, une divinité péruvienne, mais que les savants qui composaient cette expédition sont frappés d’un mal mystérieux à leur retour en Europe. Le premier niveau s’ouvre au musée ethnologique, où Tintin retrouve Dupont, qui lui apprend que le professeur Cantonneau a été frappé par la boule de cristal. Tintin décide de prévenir le professeur Hornet, qu’il trouve lui aussi endormi dans son bureau. Tintin part alors à la recherche du professeur Bergamotte pour le prévenir du danger qui le menace. En chemin, il rencontre le professeur Professeur Tournesol, qui connaît Bergamotte et propose à Tintin de lui rendre une visite. Dans ce premier niveau, le joueur dirige Tintin dans les couloirs du musée et doit éviter divers obstacles (des employés du musée, des garçons qui jouent au bilboquet...), il doit également retrouver une clé cachée dans le niveau pour pouvoir poursuivre son chemin.

### Chez Bergamotte
Le professeur Bergamotte montre à Tintin, Tournesol et au Capitaine Haddock la momie de Rascar-Capac qu’il conserve chez lui. Il leur parle de la prophétie qui prédit un grand malheur sur les membres de l'expédition. Soudain, alors que l'orage est très violent au dehors, la foudre frappe la maison du professeur et rentre par la cheminée. Le joueur doit alors guider Tintin dans les couloirs de la maison en évitant la boule de feu et divers obstacles, comme des lustres qui se décrochent au passage de la boule de feu. Le joueur arrive alors devant la momie de Rascar-Capac et assiste, impuissant, à sa destruction par la boule de feu.

### Au jardin
Durant la nuit, Bergamotte est victime de la boule de cristal. Tournesol, croyant que son confrère est parti se promener au jardin, part le rejoindre. Dans un buisson, il trouve le bracelet qui se trouvait au bras de la momie. Il le prend et le passe à son bras. Plus tard, Tintin descend au jardin à la recherche de Tournesol et surprend des bandits qui tentent d’enlever son ami. Commence alors une poursuite à travers le jardin : le joueur doit éviter les balles tirées par les ravisseurs, ainsi que d’autres obstacles comme du houx, en sautant ou en grimpant sur les arbres.

### La voiture
Tintin et le Capitaine Haddock poursuivent la voiture des ravisseurs de Tournesol . Le joueur doit éviter les autres voitures et les motos pour finir le niveau.

### Le port
Tintin et le Capitaine Haddock arrivent à un port. Le joueur doit éviter divers obstacles comme les caisse en carton, ou les transporteurs de palettes de bois. Le joueur doit également rapporter un clé à molette à un travailleur pour que celui-ci puisse libérer le passage. Le joueur doit ensuit avancer jusqu'à rencontrer un enfant avec le chapeau du Professeur Tournesol. Tintin demande où le jeune garçon a trouvé le chapeau, et celui-ci lui répond qu'il l'a trouvé « sous une pile de caisses dans l'entrepôt 17 ». Tintin apprend par la suite que le nom du bateau présent dans l'entrepôt 17 est le Pachacamac, qui est parti en direction de Callao, au Pérou. Tintin et le Capitaine Haddock décident de s'y rendre.

### Infiltration du Pachacamac
Tintin décide de se rendre dans le cargo afin de retrouver Tournesol. Le joueur doit éviter les ennemis en rouge qui font perdre de la vie à Tintin, mais également les ennemis bleus, qui ont pour effet d'emprisonner Tintin s'ils entrent en contact avec ce dernier, ce qui cause la perte d'une vie sur le champ. le joueur doit actionner plusieurs interrupteurs pour libérer le passage, et une fois arrivé devant le lit de Tournesol, Tintin se faire prendre par un membre du bateau qui le menace avec un pistolet, Tintin parvient cependant à s'échapper et sauter dans l'eau.

### Fuite du Pachacamac
Tintin s'enfuit à la nage du Pachacamac, pour rejoindre Milou et le Capitaine Hadock. Le joueur doit éviter les tirs des péruviens pour finir le niveau. Ce niveau est l'un des rares sans chronomètre.

### Le Wagon
Tintin et le Capitaine Haddock décident de poursuivre les ravisseurs de Tournesol qui l'ont débarqué du train et qui ont pris un train pour Jauga. Tintin et Haddock décident eux aussi de prendre un train pour Jauga, cependant, un des conducteurs du train a reçu l'ordre de la part d'un des membres du Pachamamac de saboter le train pour que le wagon qui contient Haddock et Tintin se détache. Le wagon se détache effectivement, et Haddock saute du train en premier, Tintin, lui, va chercher Milou, et reste dans le wagon. Le joueur doit éviter une valise qui va et vient tout au long du niveau, en se tenant aux barres situées à la gauche à la droite du wagon, tout en évitant les panneaux présents à l'extérieur du wagon. Le joueur doit également faire très attention à ramasser les chronomètres tout au long du niveau, car si ce n'est pas le cas, il devra impérativement ramasser le prochain, car le chronomètre descendra instantanément à un stade ou il ne reste que quelques secondes que le temps ne soit écoulé. Enfin, le joueur doit également faire attention lorsque Tintin saute, car avec un saut mal dosé, Tintin saute en dehors du Wagon, et perd une vie. Le niveau contient également des moments plus calmes, où le train est dans un tunnel, et où la valise est immobile durant tout ce temps.
A la fin du niveau, Tintin saute avec milou dans l'eau.

## Musique
Les musiques du jeu ont été composées par Alberto José González, l'un des principaux compositeurs de musique des jeux Game Boy chez Infogrames. On lui doit aussi, entre autres, les musiques de Tintin au Tibet, de Spirou et d'Astérix.

## Système de jeu
Le jeu consiste à faire progresser Tintin dans différents niveaux semés d'embûches. Mais ce qui a été très critiqué dans le système de jeu est quant à la légitimité des obstacles dans certains niveaux.
Par exemple, le premier niveau se déroule dans un musée et les ennemis sont les gardiens de sécurité qui font leur ronde ainsi que les enfants qui jouent au bilboquet ou encore un niveau dans une ville de l'album appelée Jauga où des simples gens et des lamas qui crachent (comme dans l'album) font également figure d'ennemis. Tintin ne dispose d'ailleurs d'aucun moyen de se défendre, ses principales actions se résumant à marcher, courir, sauter, grimper et ramasser des objets.
Excepté dans les versions Game Boy, et certains niveaux, comme la fuite du Pachacamac,  il faut noter la présence d'un chronomètre imposant de finir le niveau dans un temps imparti sous peine d'élimination, ce qui a également été très critiqué.
Enfin, on peut noter malgré tout que les niveaux sont assez variés et le tout est graphiquement fidèle à l'univers d'Hergé.
On peut citer un niveau en voiture assez classique, un niveau en kayak, un niveau en condor et un niveau en train (absent des versions Game Boy).
Quelques niveaux ont cependant été adaptés de manière largement libre par rapport à l'album. Par exemple le niveau où Tintin est contre le serpent mais n'utilise que des pierres au lieu de sa carabine où le dernier niveau ou Tintin court avec le capitaine Haddock et doit éviter des incas jusqu'au bûcher et dit après ses répliques automatiquement avant l'éclipse.